# L'ipnotizzatore
L'ipnotizzatore (The Hare-Brained Hypnotist) è un film del 1942 diretto da Friz Freleng. È un cortometraggio d'animazione della serie Merrie Melodies, prodotto dalla Leon Schlesinger Productions e uscito negli Stati Uniti il 31 ottobre 1942.

## Trama
Mentre sta leggendo il libro Caccia alla selvaggina in una foresta, Taddeo arriva a un passaggio che descrive l'ipnosi appena prima di imbattersi in un orso. Ipnotizza l'orso facendogli credere di essere un canarino e l'orso vola via. Quando poi incontra Bugs Bunny inizia a ipnotizzarlo facendolo tornare nella tana e provando a tirarlo fuori, ma Bugs lo imbroglia dandogli un palloncino con le orecchie da coniglio. Quindi Taddeo insegue Bugs senza riuscire a fermarlo, così si mette a piangere perché il coniglio non si fa ipnotizzare. Bugs afferma che collaborerà, ma quando Taddeo prova a ipnotizzarlo, Bugs lo ipnotizza a sua volta e gli ordina di essere un coniglio. Taddeo quindi inizia a comportarsi come Bugs, inducendo quest'ultimo a comportarsi come Taddeo, così la caccia continua a ruoli invertiti fino a quando Bugs riesce a "disipnotizzare" Taddeo. Dopo che Taddeo è fuggito, Bugs lo deride ma nota improvvisamente il suo orologio, esclamando di essere in ritardo per l'aeroporto. Quindi decolla e vola come un aeroplano, affermando di essere un B-19.

## Distribuzione

### Edizione italiana
Il corto fu distribuito nei cinema italiani il 19 maggio 1949 coi titoli La lepre ipnotizzatore e Rosicchio ipnotizzatore; il doppiaggio fu eseguito direttamente negli Stati Uniti. Fu ridoppiato per la televisione nel 1996 dalla Angriservices Edizioni, sotto la direzione di Renzo Stacchi; in questa edizione, nel finale, Bugs non afferma di essere un B-19 ma un B-59 (sebbene non sia mai esistito un velivolo con questo nome). Non essendo stata registrata una colonna internazionale, in entrambi i casi fu sostituita la musica presente durante i dialoghi.

### Edizioni home video

#### VHS
America del Nord
- Elmer! (1988)
- Looney Tunes: The Collector's Edition Vol. 14 (1999)

#### Laserdisc
- Bugs! & Elmer! (1989)
- The Golden Age of Looney Tunes Vol. 4 (14 luglio 1993)

#### DVD
Il corto fu pubblicato in DVD-Video in America del Nord nel primo disco della raccolta Looney Tunes Golden Collection: Volume 2 (intitolato Bugs Bunny Masterpieces) distribuita il 2 novembre 2004; il DVD fu pubblicato in Italia il 16 marzo 2005 nella collana Looney Tunes Collection, col titolo Bugs Bunny: Volume 2. Fu poi incluso nel primo disco della raccolta DVD Looney Tunes Spotlight Collection Volume 8, uscita in America del Nord il 13 maggio 2014.